# Nebulizacja

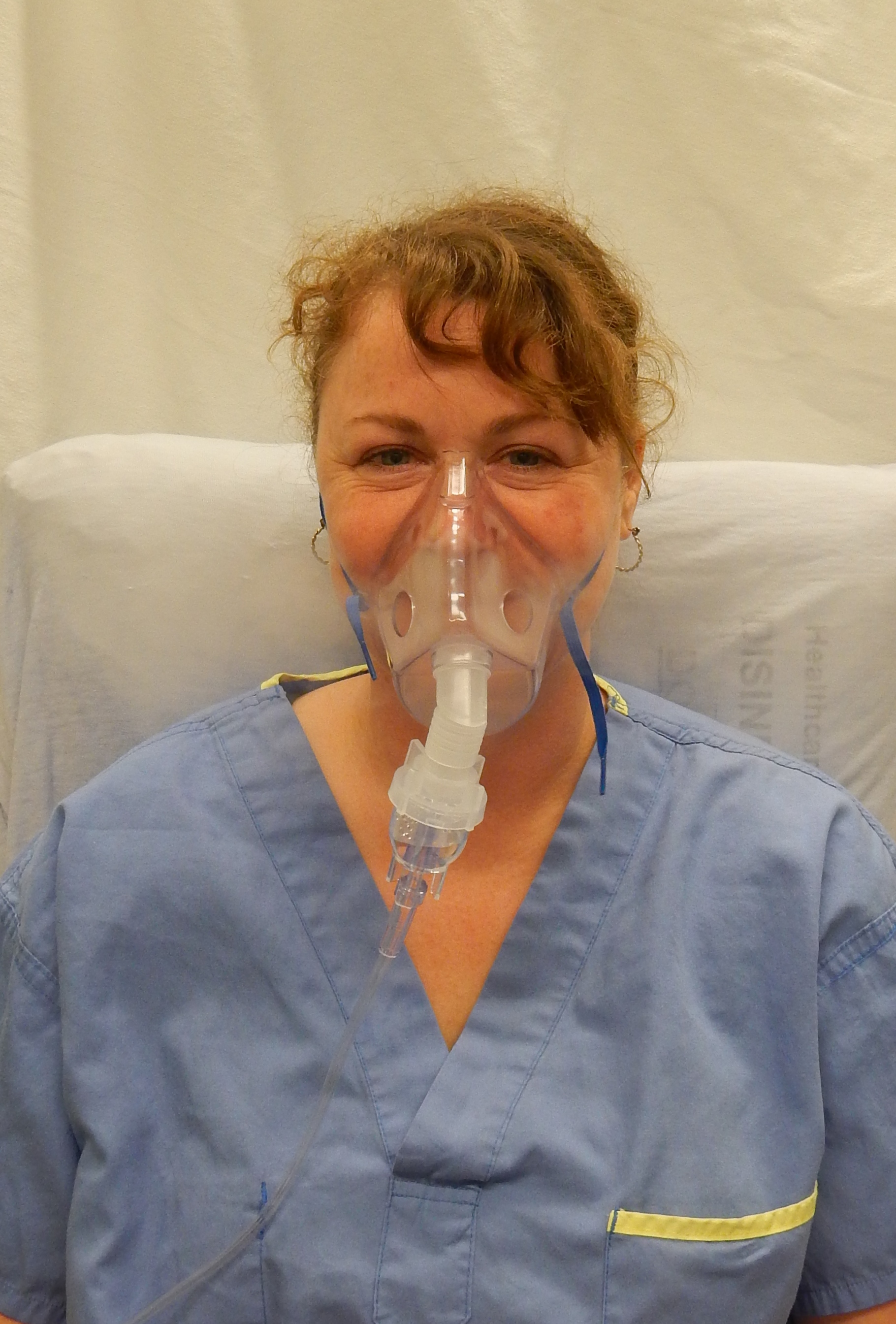
Nebulizacja

Nebulizacja – rodzaj zabiegu medycznego. Polega na podawaniu pacjentowi płynnych leków w postaci rozpylonej mgiełki (aerozolu) metodą inhalacji poprzez usta, rurkę intubacyjną lub przez otwór tracheotomijny - bezpośrednio do układu oddechowego. Służy do tego inhalator do nebulizacji.
Zaletą stosowania tej metody jest przyspieszenie działania leku oraz zmniejszenie wielkości jego dawki co pozwala ograniczać niekorzystne efekty uboczne terapii. Z nebulizacji może korzystać każdy we własnym domu, niezależnie od wieku (zabieg nie wymaga koordynacji wdechowej). Sprawdza się zarówno przy podawaniu leków (np. w astmie, przewlekłej obturacyjnej chorobie płuc, mukowiscydozie), jak i w leczeniu przeziębień (inhalacje z soli fizjologicznej).
Nebulizatory rozpylają lek do postaci aerozolu zawierającego krople o odpowiedniej wielkości, zależnej od zastosowanej w nim dyszy rozpylającej. Środkiem do rozpylania leku za pomocą nebulizatora jest sprężone powietrze lub sprężony, czysty tlen.
W zależności od wielkości kropelek rozpylanego leku, zmienia się miejsce jego najlepszego wchłaniania. I tak przy wielkości cząsteczek powyżej 8 µm, lek wchłonie się w górnych drogach oddechowych, od 5 do 8 µm w obrębie tchawicy i dużych oskrzeli, od 2 do 5 µm w oskrzelach i oskrzelikach a od 0,5 do 3 µm – w pęcherzykach płucnych.

## Leki stosowane w nebulizacji
- Sól fizjologiczna (0,9% roztwór soli)
- Leki mukolityczne
  - 3% lub 5% roztwór soli
  - Ambroksol
- Leki rozszerzające drogi oddechowe
  - Salbutamol
  - Bromek ipratropium
  - Adrenalina
- Leki przeciwzapalne
  - Budezonid
  - Flutikazon

## Typy nebulizatorów
Najczęściej stosowanym w medycynie jest nebulizator pneumatyczno - tłokowy, jednak występują również inne typy tych urządzeń:
- nebulizatory pneumatyczno - tłokowe
- nebulizatory elektroniczne
  - membranowe
  - ultradźwiękowe